# 勒申茨

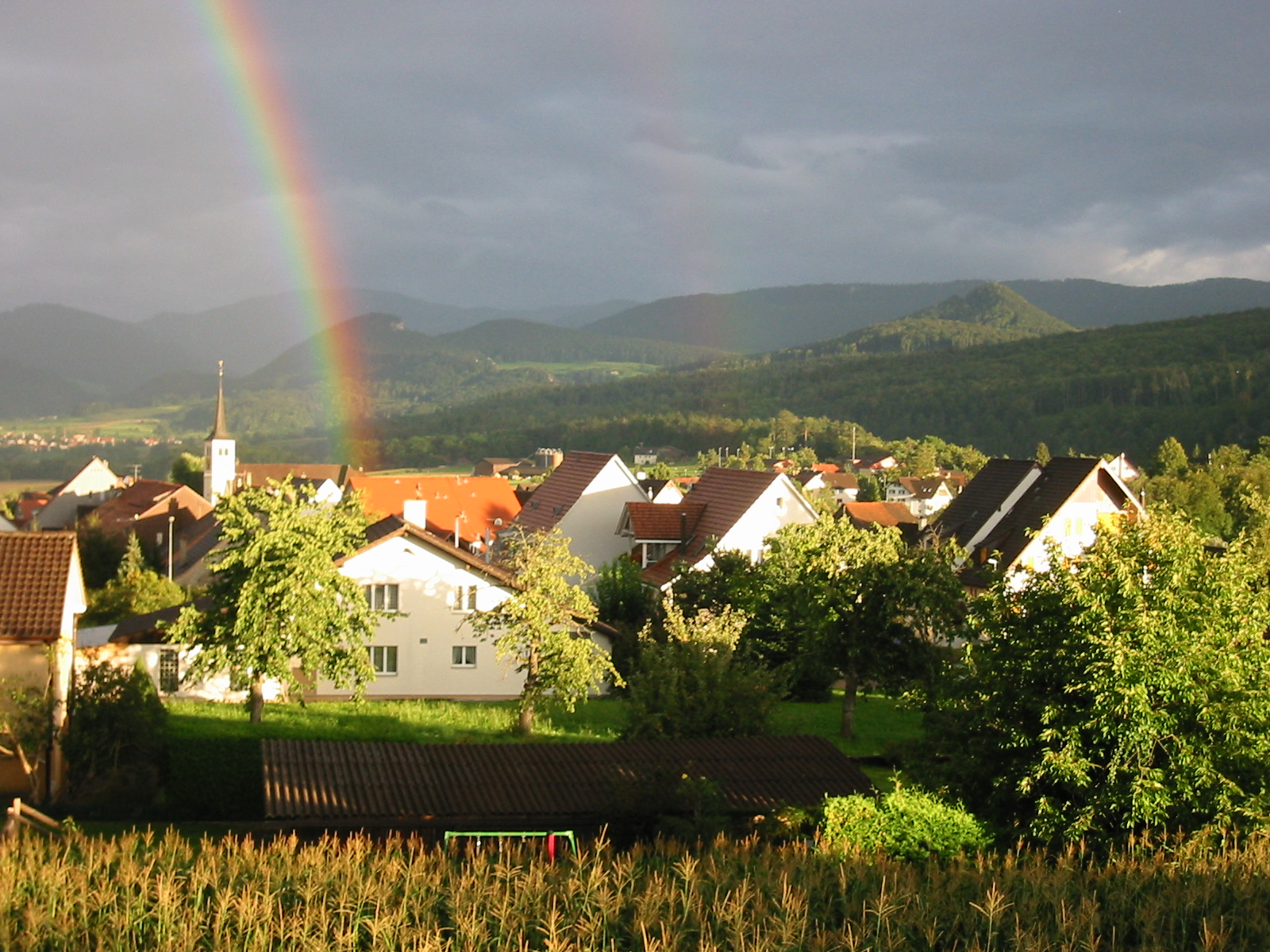

勒申茨是瑞士的城鎮，位於該國北部，由巴塞爾鄉村州負責管轄，面積10.07平方公里，海拔高度450米，2012年人口1,847，七成半人口信奉羅馬天主教，人口密度每平方公里183人。

## 外部連結
- Official website （德文）